# Colichemarde
Colichemarde és un tipus d'espasí força popular des del final del segle xvii fins a mitjans del segle xviii.

## Visió general
Els espasins són considerats descendents de les anomenades "roperes de transició", que es van desenvolupar a causa la demanda d'una espasa més lleugera i més adequada per parar. La forma de la fulla d'un colichemarde presenta un terç fort ample, que abruptament s'enfila a una forma molt més estreta en un punt que varia entre un cinquè i un terç de la longitud de la fulla des de l'empunyadura. La secció transversal de la fulla era sovint triangular i buida. Aquesta configuració combinava bones característiques tant per parar, gràcies a la secció ampla i forta de la fulla, com per estocar, gràcies a la secció estreta; tot amb bona maniobrabilitat. La seva lleugeresa, juntament amb la menor longitud i l'equilibri superior, en comparació amb la rapière, permetien un moviment més ràpid i precís de la fulla.
El punt on la fulla d'una espasa s'uneix a la espiga era un punt dèbil reconegut. L'espiga era sovint feta de ferro maleable forjat i soldat a l'acer de la fulla. Una fulla més ampla en aquest punt de transició, com la del colichemarde, pot haver estat considerada una unió més forta.

## Història breu

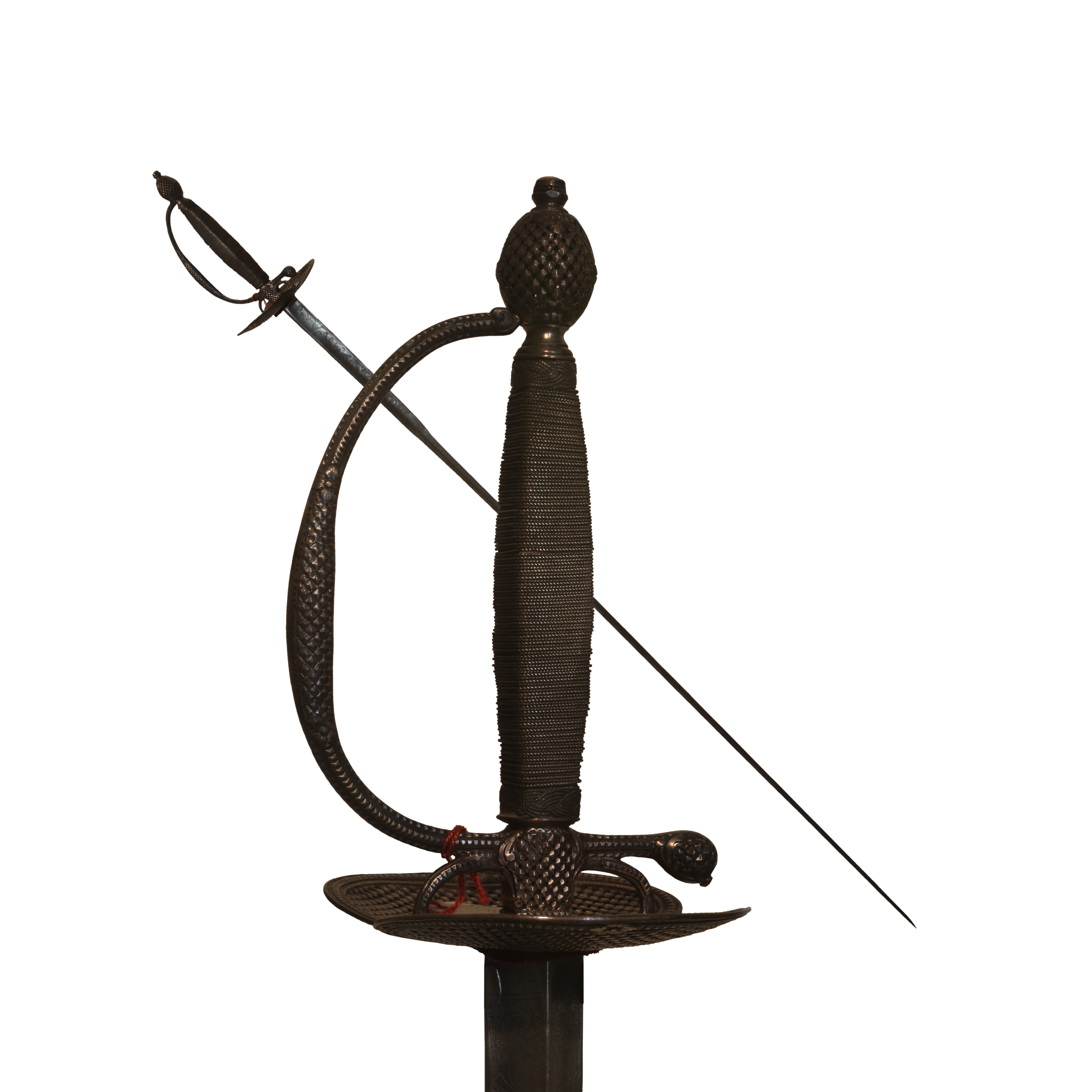
Dues vistes de la mateixa arma.

La configuració de la fulla colichemarde és àmpliament considerada com una invenció del Graf von Königsmark, degut a la similitud en la pronunciació dels seus noms. No obstant això, les primeres fulles d'aquest tipus són d'abans de la vida del comte. El colichemarde va aparèixer per primera vegada al voltant de 1680 i va ser popular durant els següents 40 anys a les corts reials europees. Va ser especialment popular entre els oficials de la Guerra Franco-Índia. George Washington es va presentar amb exemplar un durant la seva inauguració El malentés generalitzat de que el colichemarde va deixar de produir-se després de 1720 sobtadament, data de l'opinió donada per sir Richard Francis Burton en el seu llibre "The Book of the Sword" que data de 1884. Tanmateix, hi ha moltes espases de datades amb seguretat de finals de la dècada de 1770 repartides en diverses col·leccions.
Aquesta espasa va aparèixer alhora que el floret. Tanmateix, aquest va ser creat per practicar esgrima de sala, mentre el colichemarde va ser creat pels duels. Va ser especialement popular en els duels de Nova Orleans. Un descendent del colichemarde és el épée, una arma d'esgrima moderna.
Amb l'aparició de la pistola de butxaca com a arma d'autodefensa, els colichemardes van trobar un ús encara més extens en el duel, desapareixent de la vida pública.